# Parti Al Amen
Le parti Al Amen est un parti politique tunisien fondé le 20 mars 2012. Il se présente comme un parti centriste (plutôt de centre droit), militant pour une large autonomie pour les régions.

## Constitution
Il est constitué à partir de la fusion de trois partis :
- L’Alliance nationale pour la paix et la prospérité est un parti fondé le 4 avril 2011 sous la présidence de Skander Rekik. Lors de l'élection de l'assemblée constituante, il présente 21 listes en Tunisie et une à l'étranger et recueille au total de 17 182 voix, soit un pourcentage de 0,423 %, ce qui le place en 20e position parmi les partis en compétition.
- Tounes El Karama est un parti fondé le 28 avril 2011 par Lazhar Bali, dont il assure la présidence. Lors de l'élection de l'assemblée constituante, il présente quinze listes et recueille 10 681 voix, soit 0,263 %, obtenant ainsi la 34e place.
- Al Amana est un parti fondé le 30 mai 2011 et présidé par l’avocat Fethi Laâyouni, alors membre du Conseil de l’Ordre national des avocats de Tunisie. Avec dix listes présentées lors de l'élection de l'assemblée constituante, il recueille 5 214 voix, ce qui le place en 51e position avec 0,128 %.

Lors de la création du parti, Bali est désigné comme président, Rekik comme président du bureau politique alors que Laâyouni, qui se charge de plusieurs dossiers pour le gouvernement de la troïka, préfère se retirer ; c’est Mohamed Naâmoun du parti Al Amana qui est chargé des fonctions de secrétaire général. Toutefois, Rekik et Naâmoun ne tardent pas à quitter le parti.

## Représentation
Bien que les trois partis constitutifs n’ont pas de représentants à l'assemblée constituante, le nouveau parti réussit à attirer des représentants d’autres partis. Il est d’abord rejoint par Moez Kammoun (de l’ancienne Pétition populaire) puis par Anouar Marzougui, issu de la même formation. Abderrazek Khallouli, élu sur la liste du Parti du Néo-Destour et qui avait rejoint le Mouvement du Tunisien pour la liberté et la dignité, Mohamed Salah Chairet et Saâd Bouich, issus eux aussi de la Pétition populaire, rejoignent également Al Amen.

## Candidatures en 2014

### Élection présidentielle
Lazhar Bali, président du parti, architecte et homme d’affaires originaire des îles Kerkennah (gouvernorat de Sfax) présente sa candidature à l'élection présidentielle en recourant aux parrainages populaires (près de 20 000 signatures) mais sa candidature est rejetée par l’Instance supérieure indépendante pour les élections. En attendant le résultat de son recours auprès du Tribunal administratif, Bali accuse le lobbyiste et homme d'affaires Kamel Eltaïef d’être à l’origine de ce refus, en se référant à de prétendues affirmations du cheikh Férid El Béji que ce dernier nie.

### Élections législatives
| Année | Voix  | %      | Rang | Sièges  | Gouvernements       |
| ----- | ----- | ------ | ---- | ------- | ------------------- |
| 2014  | 7 926 | 0,23 % | 14e  | 0 / 217 | Extra-parlementaire |

Al Amen présente des listes dans toutes les circonscriptions en Tunisie (à l’exception de Kébili) et dans trois circonscriptions à l’étranger mais seules 26 de ses listes sont validées. Ses têtes de listes (dont huit femmes) sont :
- Tunis 1 : Dhouha Cherif
- Tunis 2 : Amel Hached
- Ariana : Yacine Gouiâa
- La Manouba : Abderrazek Khallouli
- Ben Arous : Badr Hajjem
- Zaghouan : Nizar Hajjaji
- Nabeul 2 : Hanene Mdaïssi
- Bizerte : Mohamed Salah Chairet
- Jendouba : Anouar Marzougui
- Le Kef : Mokhtar Kouki
- Siliana : Khelifa Othmani
- Kairouan : Hichem Jemmali
- Sousse : Riadh Dhemaïed
- Monastir : Ahlem Laârif
- Mahdia : Hanene Chaouche
- Sfax 1 : Moez Kammoun
- Sfax 2 : Ahmed Rebaï
- Sidi Bouzid : Soukaina Bouazizi
- Kasserine : Habib Delhoumi
- Gafsa : Wafa Essoussi
- Tozeur : Souhir Badi
- Gabès : Anis Mrabet
- Médenine : Amor Adaïlia
- Tataouine : Saâd Bouich
- Italie : Jamel Ali
- Amériques et reste du monde : Mohamed Laâroussi Haggui

Le parti ne remporte toutefois que 0,23 % des voix et aucun siège.